# Birthmarks
Birthmarks is het derde studioalbum van Ozark Henry. Dit album is geproduceerd door Piet Goddaer en is opgenomen in de BSB Studios in Brussel en de RAK Studios in Londen.
Goddaer noemt dit album zijn alles of niets album als het gaat om het project Ozark Henry. Mede de verandering van platenlabel, van Double T naar Sony BMG, heeft ervoor gezorgd dat het album een succes werd. Het album stond 92 weken in de Ultratop.

## Stijl
De stijl van Ozark Henry is hier verder uitgekristaliseerd. De songs gaan meer en meer richting de structuren van zijn huidige werk. De liedjes zijn toegankelijk en radiovriendelijk.

## Live
Piet Goddaer heeft met dit album veel getourd. Op vele festivals heeft Goddaer gestaan waaronder: Pinkpop en Werchter.
Piet Goddaer zegt tegen StuBru over spelen op Rock Werchter: "Ik speelde de eerste keer op Werchter en ik hoopte dat er publiek was dat mij zou kennen... het stond vol, het heeft mij overvallen."
Er zijn twee versies van Birthmarks in omloop.
In 2022 en 2023 is een tournee gepland naar aanleiding van het 20-jarig bestaan van de plaat.

## Nummers
Alle nummers zijn geschreven door Piet Goddaer.
| CD1 - Birthmarks 1. "Word Up" - (4:39) 2. "Rescue" - (3:47) 3. "Do You Love Me" - (4:02) 4. "Sweet Instigator" -(4:20) 5. "Seaside" - (3:30) 6. "Intersexual" - (4:17) 7. "Rainbow" - (5:30) 8. "Tattoo" - (7:00) 9. "I'll Be Rain" - (4:14) 10. "This Is All I Have" - (3:47) | CD2 - Remixes 1. "Sweet Instigator [Roof Remix]" - (4:15) 2. "A Sunzoo Seminar" - (3:46) 3. "Rescue [Roof Remix]" - (3:53) 4. "Word Up [Roof Remix]" - (4:36) 5. "Seaside [Roof Remix]" - (3:25) |  |

## Muzikanten
Op het album spelen de volgende muzikanten:
| • Ann Lines (cello) • Audrey Riley (cello) • Carlo Mertens (percussie, trombone) • Chantal Kashala (backing vocals) • Chris Tombling (viool) • Cindy Barg (backing vocals) • Dick Descamps (bas) • Ernst Marechal (backing vocals) • Frank Deruytter (klarinet, melodica, saxofoon) • Geert De Bièvre (cello) • George Alexandre Van Dam (viool) • Igor Semenoff (viool) | • Laura Melhewish (viool) • Leo Payne (viool) • Marie-Ange Teuwen (backing vocals) • Paul De Clerck (altviool) • Peter Lale (altviool) • Jan Goddaer (bas) • Piet Goddaer (gitaar, keyboards, klavier, zang) • Richard George (viool) • Rik Debruyne (drums) • Stef Catteeuw (gitaar) • Stephane Galland (drums) • Susan Dench (altviool) |